# Termolabilità
La termolabilità è l'alterazione o la perdita delle proprie qualità per azione del calore di una sostanza chimica o ente biologico. Le sostanze che invece hanno una certa resistenza nei confronti dell'aumento di temperatura presentano la proprietà inversa, detta "termostabilità".

## Termolabilità delle sostanze chimiche
Molte sostanze chimiche all'aumentare della temperatura si decompongono per dare origine ad altre sostanze. Infatti l'aumento di temperatura può favorire le cinetiche di reazione.

## Termolabilità dei veleni
Alcuni veleni e tossine possono essere termolabili, ovvero per renderli innocui basta mettere a contatto la parte colpita con una sostanza calda.
Ad esempio, solo come primo pronto soccorso, in caso di puntura di qualche pesce velenoso, come la tracina, si consiglia di immergere la zona colpita in acqua molto calda (anche salata) o sotto la sabbia.